# Klaus Gamber
Klaus Gamber (* 23. April 1919 in Ludwigshafen am Rhein; † 2. Juni 1989 in Regensburg) war ein römisch-katholischer Priester und  Liturgiehistoriker.

## Leben
Klaus Gamber wurde als drittes von vier Kindern geboren. Als er 17 Jahre alt war, musste die Familie wegen der Versetzung des Vaters nach Regensburg umsiedeln, wo Gamber 1937 am Alten Gymnasium sein Abitur machte. Den folgenden Reichsarbeitsdienst verbrachte er zum Großteil, wegen mangelnder nationalsozialistischer Gesinnung, im Straflager. Daraufhin begann er sein Theologiestudium in Regensburg, welches aber bereits nach vier Semestern durch die Einberufung zum Kriegsdienst am 9. September 1939 unterbrochen wurde. Bereits diese Jahre nutzte er für seine Passion, die liturgische Forschung, und betrieb in zahlreichen Bibliotheken (Erfurt, Gotha, Stettin, Stargard, Frankfurt an der Oder, Leipzig und Jena) Handschriftenstudien, deren Ergebnisse er nach dem Krieg veröffentlichte. Besonders geprägt wurde Gamber durch einen einjährigen Aufenthalt als Soldat in Griechenland. Hier vertiefte sich sein Interesse zum östlichen Kult. Nach Beendigung des Krieges, den er trotz Fronteinsätzen unbeschadet überstanden hatte, trat Gamber wieder in das Priesterseminar Regensburg ein. Bereits in dieser Zeit begann er mit ersten Veröffentlichungen.

## Priester
Nach der Priesterweihe 1948 wurde er zunächst Kaplan in Roding (Landkreis Cham) und Tegernheim (Landkreis Regensburg). Am 2. Februar 1952 trat der junge Priester eine Stelle als Expositus in Wolfsegg (Landkreis Regensburg) an und konnte neben dem Bau eines Kindergartens und eines Jugendheimes ein Pfarrkino einrichten. Damit war aber auch das Studium in Regensburg beendet. Ab 1956 durfte Gamber nebenberuflich studieren und immatrikulierte sich an der Universität München. Eine lebensbedrohliche Erkrankung unterbrach auch dieses Studium und führte 1957 zur Beurlaubung von der Seelsorgearbeit. Gamber führte seine Privatstudien fort und siedelte ins ehemalige Kloster Prüfening bei Regensburg über. Unter der Leitung des bekannten Palimpsestforschers Alban Dold OSB wurde in den Räumlichkeiten der ehemaligen Abtei zusammen mit dem Regensburger Pater Emmeram von Thurn und Taxis und Klaus Gambers Bruder Wolfram Gamber (1909–1987)
das „Liturgiewissenschaftliche Institut Regensburg-Prüfening“ (Institutum Liturgicum Ratisbonense) gegründet. Gamber galt bald als der beste Kenner des abendländischen liturgischen Schrifttums und erspürte immer wieder frühe Texte, die er auf Mikrofilm aufnahm und damit eine der umfangreichsten Handschriftensammlung zusammentrug. Er vermochte es auch, die Texte miteinander zu vergleichen und in Beziehung zu setzen, wie es in zahlreichen Aufsätzen und Arbeiten zu ersehen ist. 1958 wurde seine wissenschaftliche Arbeit durch die Ernennung zum Ehrenmitglied der Päpstlichen Liturgischen Akademie gewürdigt. Er leitete nach dem Tod von Alban Dold das Institutum Liturgicum Ratisbonense.
Erst 1967 erlangte Gamber den theologischen Doktor an der Katholischen Universität Budapest. Außerdem ernannte ihn die Ukrainische Freie Universität in München in demselben Jahr zum Ehrendoktor (Dr. phil. h. c.).
In seinen letzten Lebensjahren beschäftigte sich Gamber wieder verstärkt mit aktuellen liturgischen Fragen und beklagte die Eile der Durchführung der liturgischen Reform. Er äußerte klar, dass sie vor der Vergangenheit der Kirche und den Grundgesetzen der Liturgie keinen Bestand haben könne.
Gamber wirkte ab 1982 als Fürstlicher Hofkaplan im Hause Thurn und Taxis in Regensburg. 1987 wurde der Gelehrte von der Henry-Bradshaw-Society in London, einer Gesellschaft zur Förderung der liturgischen Forschung, zum Vizepräsidenten gewählt.

## Auszeichnungen
- 1965: Verleihung des Titels Monsignore in Verbindung mit der Würde eines „Päpstlichen Geheimkämmerers“
- 1989: Bundesverdienstkreuz am Bande

## Schriften (Auswahl)
- Sacramentarium Gregorianum. Mehrteiliges Werk. Pustet, Regensburg.
- Codices liturgici Latini antiquiores. Mehrteiliges Werk. Universitäts Verlag, Fribourg
- Deutsches Passionale. Eine Folge von Märtyrerberichten für den Gottesdienst, 1–4. 1946–1947.
- mit Alban Dold (Hrsg.): Wege zum Urgregorianum. Erörterung der Grundfragen und Rekonstruktionsversuch des Sakramentars Gregors des Großen vom Jahre 592. Beuroner Kunstverlag, Beuron 1956.
- mit Alban Dold: Das Sakramentar von Monza. Im Cod. F 1/101 der dortigen Kapitelsbibliothek. Ein aus Einzel-Libelli red. Jahresmessbuch, Ein Scheyerer Sakramentar-Fragment im Monza-Typ. Beuroner Kunstverlag, Beuron 1957.
- mit Alban Dold, Bernhard Bischoff (Hrsg.): Sakramentartypen. Versuch einer Gruppierung der Handschriften und Fragmente bis zur Jahrtausendwende. Beuroner Kunstverlag, Beuron 1958.
- (Hrsg.): Das Sakramentar von Jena. Bud. M. F. 366 d. Universitäts-Bibliothek. Fragmente später Gelasiana aus Oberitalien (beigefügtes Werk). Beuroner Kunstverlag, Beuron 1962.
- Codices liturgici Latini antiquiores. Mehrteiliges Werk. Universitäts Verlag, Fribourg 1963.
- Legende oder Wahrheit? Weg zum Neuen Testament. 3. Auflage. Auer/Cassianeum, Donauwörth 1964.
- Nicetae Episcopi Instructionis ad competentes. Mehrteiliges Werk. 1965–1966.
- Liturgie übermorgen. Gedanken über die Geschichte und Zukunft des Gottesdienstes. Herder, Freiburg im Breisgau 1966.
- Zur mittelalterlichen Geschichte Regensburgs und der Oberpfalz: Kleine heimatkundliche und liturgiegeschichtliche Studien. Lassleben, Kallmünz 1968.
- Rückkehr zur Tradition der Liturgie der Frühzeit. Richtschnur für eine echte Reform. Als Manuskript gedruckt. Selbstverlag 1980.
- Die Reform der römischen Liturgie. Vorgeschichte und Problematik. Als Manuskript gedruckt, Selbstverlag 1981.
- Erneuerung durch Neuerungen? Zur Gegenwartslage der römischen Kirche vor allem auf liturgischem Gebiet. Als Manuskript gedruckt. 2. überarb. Auflage. Selbstverlag 1981.
- Die alte Messe – immer noch? Überlegungen zu Volksaltar, Konzelebration und Massengottesdienst im Freien. Selbstverlag 1982.
- Licht aus dem Osten? Die Bedeutung der Orthodoxie heute. Mit einem Anhang: Gebete der Ostkirche. 2., erw. Auflage. Institutum Liturgicum Ratisbonense, Regensburg 1982.
- Bewahre das Erbe: Der Wandel in Glaube und Liturgie nach dem Vatikanum 2. Selbstverlag 1983.
- Liturgie heute. Zur Problematik der gegenwärtigen Reformen. Institutum Liturgicum Ratisbonense, Regensburg 1969.
- Liturgie – Dienst vor Gott. Institutum Liturgicum Ratisbonense, Regensburg 1984.
- Das Geheimnis der sieben Sterne: zur Symbolik der Apokalypse. Pustet, Regensburg 1987, ISBN 3-7917-1140-7
- Hrsg. Martin Reinecke: Zurück zum gemeinsamen Erbe. Kritische Überlegungen zur Situation von Liturgie und Kirche. Ausgewählte Texte aus dem Lebenswerk. EOS, St. Ottilien 1999, ISBN 3-88096-982-5.
- Die Epiklese im abendländischen Eucharistiegebet. Pustet, Regensburg 1988, ISBN 3-7917-1167-9.
- Das heilige Russland: 1000 Jahre russisch-orthodoxe Kirche. Mit Beiträgen von Klaus Gamber. Lizenzausgabe. Herder, Freiburg im Breisgau 1988.
- Die Epiklese im abendländischen Eucharistiegebet. Pustet, Regensburg 1988, ISBN 3-7917-1167-9.
- Zum Herrn hin! Fragen um das Gebet nach Osten. VDM, Düsseldorf 2003, ISBN 3-936755-12-4.
- Zeugnis der Martyrer der Frühkirche. Nach zeitgenössischen Gerichtsakten, Briefen und Berichten. Sanctus, Dettelbach 2007, ISBN 978-3-89754-909-8.